# Гананокве (Онтарио)
Гананокве (енгл. Gananoque) је градић у Канади у покрајини Онтарио. Према резултатима пописа 2011. у граду је живело 5.194 становника.

## Становништво
Према резултатима пописа становништва из 2011. у граду је живело 5.194 становника, што је за 1,7% мање у односу на попис из 2006. када је регистровано 5.285 житеља.
| 2006. | 2011. |
| ----- | ----- |
| 5.285 | 5.194 |